# رالف كاتس
رالف كاتس (بالإنجليزية: Ralph Katz)‏ هو لاعب الجسر ‏ أمريكي، ولد في 1957.